# Sciota (geslacht)
Sciota is een geslacht van vlinders van de familie snuitmotten (Pyralidae), uit de onderfamilie Phycitinae.

## Soorten
- S. adelphella - Bandlichtmot Fischer von Röslerstamm, 1836
- S. barteli (Caradja, 1910)
- S. coenulentella Zeller, 1846
- S. divisella Duponchel, 1842
- S. ferruginella (Zerny, 1914)
- S. fumella (Eversmann, 1844)
- S. geyri (Rothschild, 1915)
- S. hostilis- Grijze bandlichtmot (Stephens, 1834)
- S. imperialella (Ragonot, 1887)
- S. insignella (Mann, 1862)
- S. lucipetella (Jalava, 1978)
- S. marmorata (Alpheraky, 1877)
- S. rhenella - Oranje bandlichtmot Zincken, 1818
- S. rungsi Leraut, 2002
- S. stigmatella Humphreys & Westwood, 1845